# Albi dei Fantastici Quattro (Panini Comics)
La seconda serie italiana degli albi dei Fantastici Quattro viene pubblicata a partire dal ottobre 1988 dalla Star Comics (fino al numero 114). Dal numero 115 la serie viene edita dalla Marvel Italia (poi Panini Comics). La prima serie italiana degli albi dei Fantastici Quattro è stata, invece, pubblicata in Italia tra il 6 aprile 1971 ed il 18 marzo 1981 dall'Editoriale Corno
| N.  | Serie                                                                   | Data              | Anno | Titolo albo                            | Titoli episodi presenti                                                                                 | Note                                     |
| --- | ----------------------------------------------------------------------- | ----------------- | ---- | -------------------------------------- | --- | ---------------------------------------- |
| 1   | I Fantastici Quattro Devil                                              | ottobre 1988      | I    | La cosa dal buco nero                  | La cosa dal buco nero Elektra!                                                                          |                                          |
| 2   | I Fantastici Quattro Devil                                              | novembre 1988     | I    | Fuocobrina e il Segugio d'Ebano        | Fuocobrina e il Segugio d'Ebano Devils                                                                  |                                          |
| 3   | I Fantastici Quattro Devil                                              | dicembre 1988     | I    | L'ombra si addensa                     | L'ombra si addensa Kingpin deve morire!                                                                 |                                          |
| 4   | I Fantastici Quattro Devil Hulk                                         | gennaio 1989      | I    | Ritorno alle origini                   | Ritorno alle origini Nella stretta di Kingpin Il mostro (1ª parte)                                      |                                          |
| 5   | I Fantastici Quattro Devil Hulk                                         | febbraio 1989     | II   | Missione per un uomo morto             | Missione per un uomo morto Guerra di bande Il mostro (2ª parte) Aspettando gli U-Foes (1ª parte)        |                                          |
| 6   | I Fantastici Quattro Devil Hulk                                         | marzo 1989        | II   | L'uomo che ha il potere                | L'uomo che ha il potere Il maniaco Aspettando gli U-Foes (2ª parte)                                     |                                          |
| 7   | I Fantastici Quattro Devil Hulk                                         | aprile 1989       | II   | Quattro contro Ego                     | Quattro contro Ego L'assassinio di Matt Murdock Tuono sotto l'East River                                |                                          |
| 8   | I Fantastici Quattro Hulk                                               | maggio 1989       | II   | Terrore in una piccola città           | Terrore in una piccola città Potere nella terra promessa                                                |                                          |
| 9   | I Fantastici Quattro Devil Hulk                                         | giugno 1989       | II   | Dentro agli occhi                      | Dentro agli occhi La sfida La cripta del caos                                                           |                                          |
| 10  | I Fantastici Quattro Devil Hulk                                         | luglio 1989       | II   | La signora è da bruciare               | La signora è da bruciare Le cose cambiano I cacciatori Catturare Hulk!                                  |                                          |
| 11  | I Fantastici Quattro Devil Hulk                                         | agosto 1989       | I    | Gli amici di Wendy                     | Gli amici di Wendy Dove gli angeli non osano Crisi di famiglia (1ª parte)                               |                                          |
| 12  | I Fantastici Quattro Devil Hulk                                         | settembre 1989    | II   | Exodus!                                | Exodus Caccia al tesoro Crisi di famiglia (2ª parte) Tramonto di un samurai (1ª parte)                  |                                          |
| 13  | I Fantastici Quattro Devil Hulk                                         | ottobre 1989      | II   | Date a Cesare...                       | Date a Cesare... Trafitto! Tramonto di un samurai (2ª parte) Incontro sull'isola di Pasqua (1ª parte)   |                                          |
| 14  | I Fantastici Quattro Devil Hulk                                         | novembre 1989     | II   | Terrax l'indomito                      | Terrax l'indomito I dannati Incontro sull'isola di Pasqua (2ª parte) Quando la terra trema (1ª parte)   |                                          |
| 15  | I Fantastici Quattro Devil Hulk                                         | dicembre 1989     | II   | Resisterà la Terra?                    | Resisterà la Terra? L'ultima mano Quando la terra trema (2ª parte)                                      |                                          |
| 16  | I Fantastici Quattro Devil Hulk                                         | gennaio 1990      | III  | L'inizio e la fine                     | L'inizio e la fine Lei è viva! Quando la terra trema (3ª parte) Lui vola di notte! (1ª parte)           |                                          |
| 17  | I Fantastici Quattro Devil Hulk                                         | febbraio 1990     | III  | La fine dell'infanzia                  | La fine dell'infanzia Gioco da bambini Lui vola di notte! (2ª parte) Arrivano i Rangers! (1ª parte)     |                                          |
| 18  | I Fantastici Quattro Devil Hulk                                         | marzo 1990        | III  | Destini incrociati                     | Destini incrociati Gli eroi si vestono di rosso Arrivano i Rangers! (2ª parte)                          |                                          |
| 19  | I Fantastici Quattro Devil Hulk                                         | 5 aprile 1990     | III  | Questa terra è mia!                    | Questa terra e' mia! Fegato Devoluzione (1ª parte)                                                      |                                          |
| 20  | I Fantastici Quattro Devil Hulk                                         | 20 aprile 1990    | III  | Incubo!                                | Incubo! Trampoli Devoluzione (2ª parte) Il richiamo del deserto (1ª parte)                              |                                          |
| 21  | I Fantastici Quattro Devil Hulk                                         | 5 maggio 1990     | III  | Uomo e Super-Uomo                      | Uomo e Super-Uomo Senza controllo Il richiamo del deserto (2ª parte) Libertà! (1ª parte)                |                                          |
| 22  | I Fantastici Quattro Devil Hulk                                         | 20 maggio 1990    | III  | Il Fattore X                           | Il Fattore X Il morso della vedova Libertà! (2ª parte)                                                  |                                          |
| 23  | I Fantastici Quattro Devil Hulk                                         | 5 giugno 1990     | III  | Nella zona negativa                    | Nella zona negativa Assedio Libertà! (3ª parte) Campo di battaglia (1ª parte)                           |                                          |
| 24  | I Fantastici Quattro Devil Hulk                                         | 20 giugno 1990    | III  | Il Mondo è una città                   | Il Mondo è una città Resurrezione Campo di battaglia (2ª parte)                                         |                                          |
| 25  | I Fantastici Quattro Devil Hulk                                         | 15 luglio 1990    | III  | Ricerca                                | Ricerca Roulette Nuovi arrivi (1ª parte)                                                                |                                          |
| 26  | I Fantastici Quattro Devil Hulk                                         | 30 luglio 1990    | III  | Le menti di Mantracora                 | Le menti di Mantracora Tradimento Nuovi arrivi (2ª parte) Battesimo di fuoco (1ª parte)                 |                                          |
| 27  | I Fantastici Quattro Devil Hulk                                         | 15 agosto 1990    | III  | In trappola!                           | In trappola! Nemici Battesimo di fuoco (2ª parte) Invito al matrimonio (1ª parte)                       |                                          |
| 28  | I Fantastici Quattro Devil Hulk La Cosa                                 | 30 agosto 1990    | III  | Il gioco della distruzione             | Il gioco della distruzione Viaggio Invito al matrimonio (2ª parte) Ma che... ?!                         |                                          |
| 29  | I Fantastici Quattro Devil Hulk                                         | 15 settembre 1990 | III  | Frammenti                              | Frammenti Il tocco di uno straniero Fine dell'idillio (1ª parte)                                        |                                          |
| 30  | I Fantastici Quattro Devil Hulk                                         | 30 settembre 1990 | III  | Interludio                             | Interludio Figlia del vento nero Fine dell'idillio (2ª parte) E le mura crollano! (1ª parte)            |                                          |
| 31  | I Fantastici Quattro Devil Hulk                                         | 15 ottobre 1990   | III  | Scelte                                 | Scelte Redenzione E le mura crollano! (2ª parte) Hulk deve morire? (1ª parte)                           |                                          |
| 32  | I Fantastici Quattro Devil Hulk                                         | 30 ottobre 1990   | III  | Quando si scontrano i Titani           | Quando si scontrano i Titani Terre nere Hulk deve morire? (2ª parte) Problemi intangibili (1ª parte)    |                                          |
| 33  | I Fantastici Quattro Devil Hulk                                         | 15 novembre 1990  | III  | Alla ricerca di Mister Fantastic       | Alla ricerca di Mister Fantastic Nebbia Problemi intangibili (2ª parte)                                 |                                          |
| 34  | I Fantastici Quattro Devil Hulk                                         | 30 novembre 1990  | III  | Il processo di Reed Richards           | Il processo di Reed Richards E ora... la vendetta! Le cose cambiano (1ª parte)                          |                                          |
| 35  | I Fantastici Quattro Devil Hulk                                         | 15 dicembre 1990  | III  | Vacanze al sole                        | Il processo di Reed Richards ...e poi si muore! Le cose cambiano (2ª parte) Un corpo per due (1ª parte) |                                          |
| 36  | I Fantastici Quattro Devil Hulk                                         | 30 dicembre 1990  | III  | Inferno                                | Inferno Guerrieri Un corpo per due (2ª parte)                                                           |                                          |
| 37  | I Fantastici Quattro La Cosa Devil Hulk                                 | 15 gennaio 1991   | IV   | Il tempo incalza                       | Il palazzo che Reed costruì Il tempo incalza Born Again. Apocalisse Il nuovo Hulk (1ª parte)            |                                          |
| 38  | I Fantastici Quattro Devil Hulk                                         | 30 gennaio 1991   | IV   | Gli eroi tornano a casa                | Gli eroi tornano a casa Il suo nome è Karisma! Born Again. Purgatorio Il nuovo Hulk (2ª parte)          |                                          |
| 39  | I Fantastici Quattro Devil Hulk                                         | 15 febbraio 1991  | IV   | Una piccola perdita                    | Una piccola perdita Born Again. Pariah! Il calore del deserto                                           |                                          |
| 40  | I Fantastici Quattro Devil Hulk                                         | 28 febbraio 1991  | IV   | Rinascita                              | La maschera del destino Born Again. Rinascita Come ci vedono gli altri                                  |                                          |
| 41  | I Fantastici Quattro Devil Hulk                                         | 15 marzo 1991     | IV   | Salvezza                               | Cadde dal cielo Salvezza Frammenti mentali                                                              |                                          |
| 42  | I Fantastici Quattro Devil Hulk                                         | 30 marzo 1991     | IV   | Dio e la patria                        | Un pianeta in pericolo Dio e la patria Esiliati Giochi mentali (1ª parte)                               |                                          |
| 43  | I Fantastici Quattro Devil Hulk                                         | 15 aprile 1991    | IV   | Armageddon                             | Buon compleanno, tesoro! Armageddon Giochi mentali (2ª parte)                                           |                                          |
| 44  | I Fantastici Quattro Devil Hulk                                         | 30 aprile 1991    | IV   | Idiomi & Cowboy                        | Idiomi & Cowboy Un sognatore americano Incostante luna                                                  |                                          |
| 45  | I Fantastici Quattro Devil Hulk                                         | 15 maggio 1991    | IV   | Di padri e d'altro                     | Di padri e d'altro La natura della bestia Danzando con il diavolo                                       |                                          |
| 46  | I Fantastici Quattro Hulk Scaredevil                                    | 30 maggio 1991    | IV   | Qualcosa di vecchio, qualcosa di nuovo | Qualcosa di vecchio, qualcosa di nuovo La qualità della vita Le tasche piene                            |                                          |
| 47  | I Fantastici Quattro Devil                                              | 30 giugno 1991    | IV   | Rissa di mostri                        | Rissa di mostri Tubazioni in rovina Il viso che ti meriti                                               |                                          |
| 48  | I Fantastici Quattro Devil Hulk                                         | 15 luglio 1991    | IV   | La nuda verità                         | La nuda verità Nero Natale Circostanze mortali                                                          |                                          |
| 49  | I Fantastici Quattro Devil Hulk                                         | 30 luglio 1991    | IV   | La malvagità degli uomini              | La notte della strega Il killer del caviale La malvagità degli uomini                                   |                                          |
| 50  | I Fantastici Quattro Devil Hulk                                         | 15 agosto 1991    | IV   | Ritorno dal Mondo Arcano               | Ritorno dal mondo arcano Non toccarmi Extremi                                                           |                                          |
| 51  | La Cosa Devil Hulk                                                      | 30 agosto 1991    | IV   | Crocevia                               | Rimembranze Toccami Crocevia                                                                            |                                          |
| 52  | I Fantastici Quattro Devil Hulk                                         | settembre 1991    | IV   | Menzogne sincere                       | Menzogne sincere Brucia! Il colpo di grazia                                                             |                                          |
| 53  | I Fantastici Quattro Devil Hulk                                         | settembre 1991    | IV   | Il sorgere del Destino                 | Il sorgere del destino L'uomo a rovescio Figlio naturale                                                |                                          |
| 54  | I Fantastici Quattro Devil Marvel Super Heroes                          | ottobre 1991      | IV   | Guerre Segrete II                      | Dite loro che ciò che amano deve perire Una gabbia in cerca di un uccello Arrivo sulla terra            |                                          |
| 55  | I Fantastici Quattro Devil Marvel Super Heroes                          | ottobre 1991      | IV   | L'odio sulla città                     | L'odio sulla città Baci mortali Conquisterò Manhattan!                                                  |                                          |
| 56  | I Fantastici Quattro Hulk Marvel Super Heroes                           | novembre 1991     | IV   | Circolo vizioso                        | All'interno, verso l'infinito Circolo vizioso Questo mondo è mio!                                       |                                          |
| 57  | I Fantastici Quattro Devil Marvel Super Heroes                          | novembre 1991     | IV   | Tormento                               | Tormento Il prezzo L'amore è la risposta                                                                |                                          |
| 58  | I Fantastici Quattro Hulk Marvel Super Heroes                           | dicembre 1991     | IV   | Rivoluzione!                           | Rivoluzione! ...e il toro selvaggio sopporta il giogo Disperazione                                      |                                          |
| 59  | I Fantastici Quattro Devil Marvel Super Heroes                          | dicembre 1991     | IV   | Eroe                                   | Eroe Boom Le regole della vita                                                                          |                                          |
| 60  | I Fantastici Quattro Devil Marvel Super Heroes                          | gennaio 1992      | V    | Chiamata dalle stelle                  | Chiamata dalle stelle Salvate il pianeta! La carica della brigata oscura (1ª parte)                     |                                          |
| 61  | I Fantastici Quattro Hulk Marvel Super Heroes                           | gennaio 1992      | V    | Come una Fenice...                     | Come una fenice! Senza paura La carica della brigata oscura (2ª parte)                                  |                                          |
| 62  | I Fantastici Quattro Hulk Marvel Super Heroes                           | febbraio 1992     | V    | Tradimento!                            | Prigioniero della carne Redenzione impossibile Tradimento!                                              |                                          |
| 63  | I Fantastici Quattro Hulk e l'Uomo Ragno Marvel Super Heroes            | febbraio 1992     | V    | Il cerchio si chiude                   | Il cerchio si chiude Il debito Il dio nell'uomo, l'uomo nel dio                                         |                                          |
| 64  | I Fantastici Quattro Devil Doctor Strange and Scarlet                   | marzo 1992        | V    | Uno strappo nel cielo                  | Uno strappo nel cielo Punto d'impatto Fuoco incrociato                                                  |                                          |
| 65  | I Fantastici Quattro Devil Hulk                                         | marzo 1992        | V    | Rischio                                | Rischio Buon natale, Kingpin Vittoria di Pirro                                                          |                                          |
| 66  | I Fantastici Quattro Hulk Power-Man and il figlio di Satana             | aprile 1992       | V    | I tempi cambiano                       | I tempi cambiano Sipario finale L'offerta                                                               |                                          |
| 67  | I Fantastici Quattro Devil                                              | aprile 1992       | V    | L'uomo che sognò il Mondo              | L'uomo che sognò il Mondo Central City non risponde! Typhoid!                                           |                                          |
| 68  | I Fantastici Quattro Hulk                                               | maggio 1992       | V    | Benvenuti nel futuro                   | L'adorazione degli eroi Benvenuti nel futuro I perché e i percome                                       |                                          |
| 69  | I Fantastici Quattro                                                    | maggio 1992       | V    | Tornando a casa...                     | Tornando a casa...                                                                                      |                                          |
| 70  | I Fantastici Quattro Devil                                              | giugno 1992       | V    | Due amici, due fratelli                | Verso il cuore del sole Due amici, due fratelli Tentazione                                              |                                          |
| 71  | I Fantastici Quattro La Cosa e l'Uomo Sabbia I Fantastici Quattro Devil | giugno 1992       | V    | Il testimone                           | Il testimone Come sabbia in una clessidra Gli artefatti perduti Punti deboli                            |                                          |
| 72  | I Fantastici Quattro Devil                                              | luglio 1992       | V    | Le nozze di Johnny e Alicia            | Le nozze di Johnny e Alicia Sogni oscuri Il bullo                                                       |                                          |
| 73  | I Fantastici Quattro Devil                                              | luglio 1992       | V    | Chi sopravvivera'?                     | E chi sopravviverà? Alternative I bambini vi guardano                                                   |                                          |
| 74  | I Fantastici Quattro Devil                                              | agosto 1992       | V    | Segni di vita                          | Calo di pressione Segni di vita Follia in città (1ª parte)                                              |                                          |
| 75  | I Fantastici Quattro Devil                                              | agosto 1992       | V    | Doppio doppio                          | Tutto in famiglia Doppio doppio Follia in città (2ª parte)                                              |                                          |
| 76  | I Fantastici Quattro Devil                                              | settembre 1992    | V    | Meltdown!                              | La rabbia di Miss Marvel Meltdown Mi ritrovai in una selva oscura Follia in città (3ª parte)            |                                          |
| 77  | I Fantastici Quattro Devil                                              | settembre 1992    | V    | Duello con Diablo!                     | Duello con Diablo! Fasaud! E l'amarezza simile al morire…                                               |                                          |
| 78  | I Fantastici Quattro Devil                                              | ottobre 1992      | V    | Cose a venire                          | Pericolo nell'etere Cose a venire E infine uscimmo a riveder le stelle                                  |                                          |
| 79  | I Fantastici Quattro Devil                                              | ottobre 1992      | V    | Svolta decisiva                        | Voglio morire! Svolta decisiva Una birra con il diavolo                                                 |                                          |
| 80  | I Fantastici Quattro Devil                                              | novembre 1992     | V    | I tunnel dell'Uomo Talpa               | I tunnel dell'Uomo Talpa Strada panoramica Ceneri                                                       |                                          |
| 81  | I Fantastici Quattro Hulk                                               | novembre 1992     | V    | Il ritorno di Hulk!                    | Senza via d'uscita Sotto zero Colpo sfortunato                                                          |                                          |
| 82  | I Fantastici Quattro Hulk                                               | dicembre 1992     | V    | L'ultimo bacio                         | L'ultimo bacio The Evolutionary War, parte 5: La persuasione di Crystal Sicurezza sul lavoro (1ª parte) |                                          |
| 83  | I Fantastici Quattro Hulk Devil                                         | dicembre 1992     | V    | Oltre il velo della vita               | Crystal Oltre il velo della vita Sicurezza sul lavoro (2ª parte) Prigione dorata Contesto (1ª parte)    |                                          |
| 84  | I Fantastici Quattro Hulk Devil                                         | gennaio 1993      | VI   | Guerre Segrete III                     | Guerre Segrete III Zona di guerra Contesto (2ª parte)                                                   |                                          |
| 85  | I Fantastici Quattro Devil Hulk                                         | gennaio 1993      | VI   | E' più forte Hulk... o la Cosa?        | Peccato d'orgoglio Il solitario Prima della caduta                                                      |                                          |
| 86  | I Fantastici Quattro Devil                                              | febbraio 1993     | VI   | Cuorenero                              | Dopo la caduta Tra l'incudine e il martello Cuorenero                                                   |                                          |
| 87  | I Fantastici Quattro Hulk                                               | febbraio 1993     | VI   | Orfana della tempesta                  | Orfana della tempesta Memoria totale Fervore                                                            |                                          |
| 88  | I Fantastici Quattro Devil                                              | marzo 1993        | VI   | Entra in scena Silver Surfer!          | Morire da stella Racconto di Natale Genetrix                                                            |                                          |
| 89  | I Fantastici Quattro Devil Hulk                                         | marzo 1993        | VI   | Liberazione                            | L'illusione Liberazione Senza un soldo a Las Vegas                                                      |                                          |
| 90  | I Fantastici Quattro Devil Hulk                                         | aprile 1993       | VI   | Colpo gobbo                            | Perché? Il posacenere da un miliardo di dollari Colpo gobbo                                             |                                          |
| 91  | I Fantastici Quattro Devil Hulk                                         | aprile 1993       | VI   | Un brutto sogno                        | Un brutto sogno Bombe e limonate Giochi di prestigio                                                    |                                          |
| 92  | I Fantastici Quattro Devil                                              | maggio 1993       | VI   | Uomini finti                           | E non riesci a svegliarti Bei sogni Uomini finti                                                        |                                          |
| 93  | I Fantastici Quattro Devil Hulk                                         | maggio 1993       | VI   | Le cento teste di Ultron               | La minaccia dell'uomo di metallo Le cento teste di Ultron Problemi di controllo                         |                                          |
| 93* | I Fantastici Quattro Devil Hulk                                         | maggio 1993       | VI   | Le cento teste di Ultron               | La minaccia dell'uomo di metallo Le cento teste di Ultron Problemi di controllo                         | Edizione speciale per Umbria fumetto '93 |
| 94  | I Fantastici Quattro Hulk                                               | giugno 1993       | VI   | Il sogno è morto!                      | Pene d'amor perduto Il sogno è morto! Possibilità                                                       |                                          |
| 95  | I Fantastici Quattro Devil Hulk                                         | giugno 1993       | VI   | Ombre di pericolo                      | Ombre di pericolo Peccati mortali Inferno 2, Hulk 0                                                     |                                          |
| 96  | I Fantastici Quattro Devil                                              | luglio 1993       | VI   | Parlamento mortale                     | Morte per dibattito Parlamento mortale Davanti alla fiamma                                              |                                          |
| 97  | I Fantastici Quattro Devil Hulk                                         | luglio 1993       | VI   | Nel flusso del tempo                   | Nel flusso del tempo! Il crepuscolo degli idoli Soul man                                                |                                          |
| 98  | I Fantastici Quattro Devil Hulk                                         | agosto 1993       | VI   | All'improvviso... Kang!                | All'improvviso... Kang! Il paradiso è sapere chi sei Mosse notturne                                     |                                          |
| 99  | I Fantastici Quattro Devil Hulk                                         | agosto 1993       | VI   | L'impero senza fine                    | L'impero senza fine Aureole incrinate Lacrime di ferro                                                  |                                          |
| 100 | I Fantastici Quattro Devil Hulk                                         | settembre 1993    | VI   | Doppio pericolo                        | Doppio pericolo La soluzione definitiva L'incubo americano Uscita di scena                              |                                          |
| 101 | I Fantastici Quattro Devil Hulk                                         | settembre 1993    | VI   | Acchiappatomiche!!!                    | Acchiappatomiche!!! Ho sentito la giungla respirare Natura morta                                        |                                          |
| 102 | I Fantastici Quattro Hulk                                               | ottobre 1993      | VI   | Countdown: Hulk contro i F.Q.!         | Crisi nucleare Countdown: Abominio Countdown: Fantastici Quattro                                        |                                          |